# Anne Wibble
Anne Wibble, geb. Ohlin (Aussprache [ˌanː ˈvibːlə], * 13. Oktober 1943 in Stockholm; † 14. März 2000 ebenda) war eine schwedische Politikerin (Folkpartiet liberalerna) und von 1991 bis 1994 Finanzministerin.

## Leben
Anne Wibble war die Tochter des Wirtschaftswissenschaftlers und Politikers Bertil Ohlin. Sie bildete sich zur Ökonomin aus und unterrichtete einige Jahre lang an der Handelshochschule Stockholm. Nach einigen Jahren als Mitarbeiterin der parlamentarischen Kanzlei von Folkpartiet wurde sie 1985 selbst ins Parlament gewählt.
Nach dem bürgerlichen Wahlsieg 1991 wurde Anne Wibble Finanzministerin in der Regierung Carl Bildts. Sie hielt ihren Posten bis zu den Reichstagswahlen 1994 inne. Sie war die erste Frau in der Geschichte Schwedens, die dieses Amt bekleidete.
1995 kandidierte sie für den Posten als Parteivorsitzende von Folkpartiet, verlor aber die Abstimmung gegen Maria Leissner sehr knapp. Bis 1997 behielt sie ihren Sitz im Parlament bei. In diesem Jahr wurde sie stattdessen Chefökonomin des Schwedischen Industrieverbands.